# Salovesi
Salovesi är en sjö i Lojo stad i Finland.   Den ligger i landskapet Nyland, i den södra delen av landet, 70 km nordväst om huvudstaden Helsingfors. Salovesi ligger 117,3 meter över havet. I omgivningarna runt Salovesi växer i huvudsak barrskog. Arean är 1,4 kvadratkilometer och strandlinjen är 22,04 kilometer lång. Sjön  ingår i Karisåns huvudavrinningsområde. 

## Öar
- Isosaari, ö i Lojo, 60°36′17″N 23°58′22″Ö / 60.6047°N 23.9727°Ö (3 ha)
- Ankkurisaari, ö i Lojo, 60°35′50″N 23°56′41″Ö / 60.5972°N 23.9446°Ö (1 ha)
- Halkosaari, ö i Lojo, 60°36′22″N 23°58′01″Ö / 60.6061°N 23.967°Ö (1 ha)
- Mustikkasaari, ö i Lojo, 60°36′17″N 23°58′08″Ö / 60.6048°N 23.9689°Ö (1 ha)
- Viitasaari, ö i Lojo, 60°35′48″N 23°56′48″Ö / 60.5968°N 23.9468°Ö (0 ha)
- Patasaari, ö i Lojo, 60°35′55″N 23°58′30″Ö / 60.5986°N 23.9749°Ö (0 ha)
- Heinästensaaret, ö i Lojo, 60°36′16″N 23°56′46″Ö / 60.6045°N 23.9461°Ö (0 ha)